# آلن چاپچت
آلن چاپچت (انگلیسی: Allan Tchaptchet؛ زادهٔ ۲۱ دسامبر ۲۰۰۱) بازیکن فوتبال است.
وی همچنین در تیم ملی فوتبال France U16 بازی کرده‌است.